# Construcciones y Auxiliar de Ferrocarriles

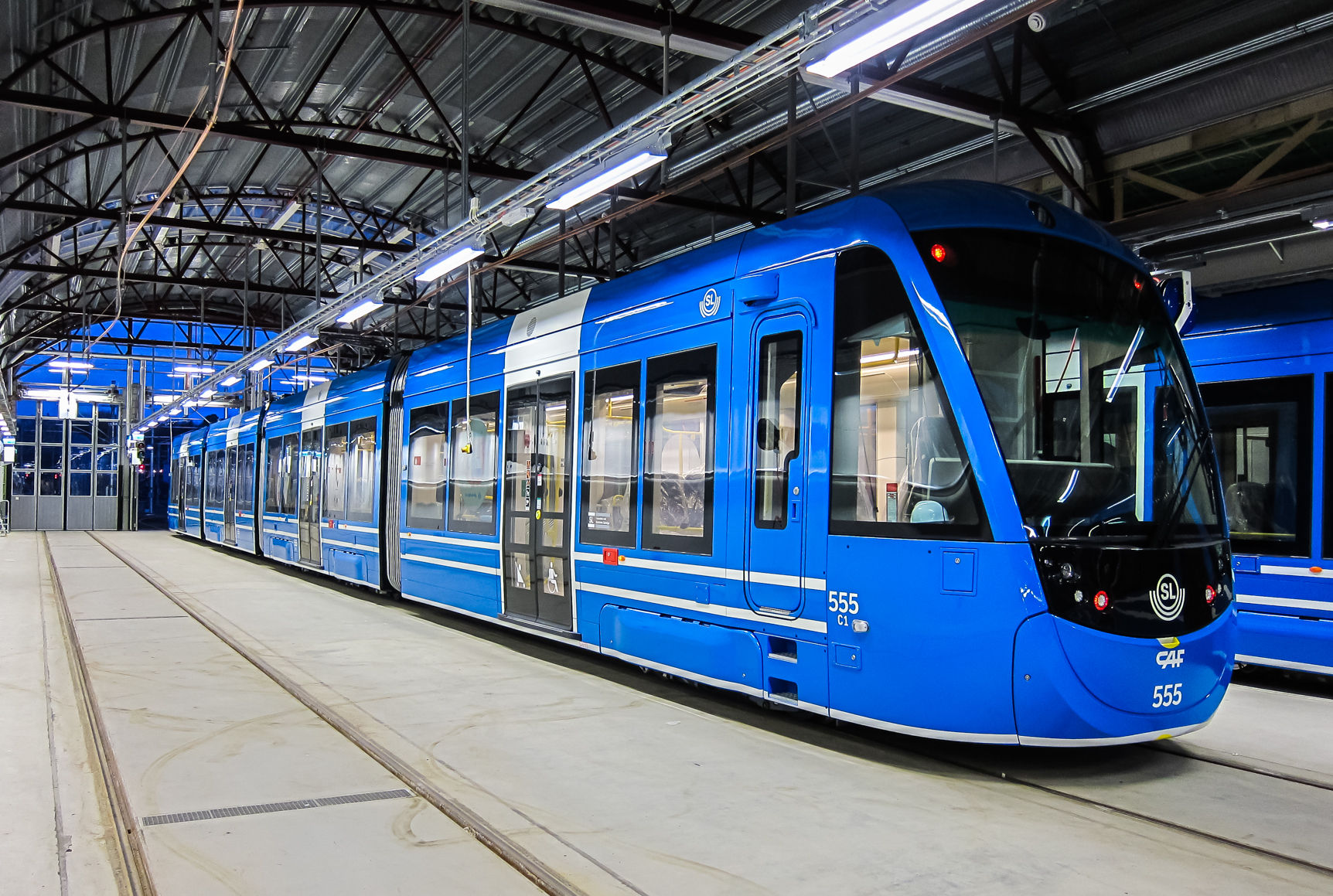
Spårvagn av modell Urbos AXL, littera A36, i Agadepån på Lidingöbanan

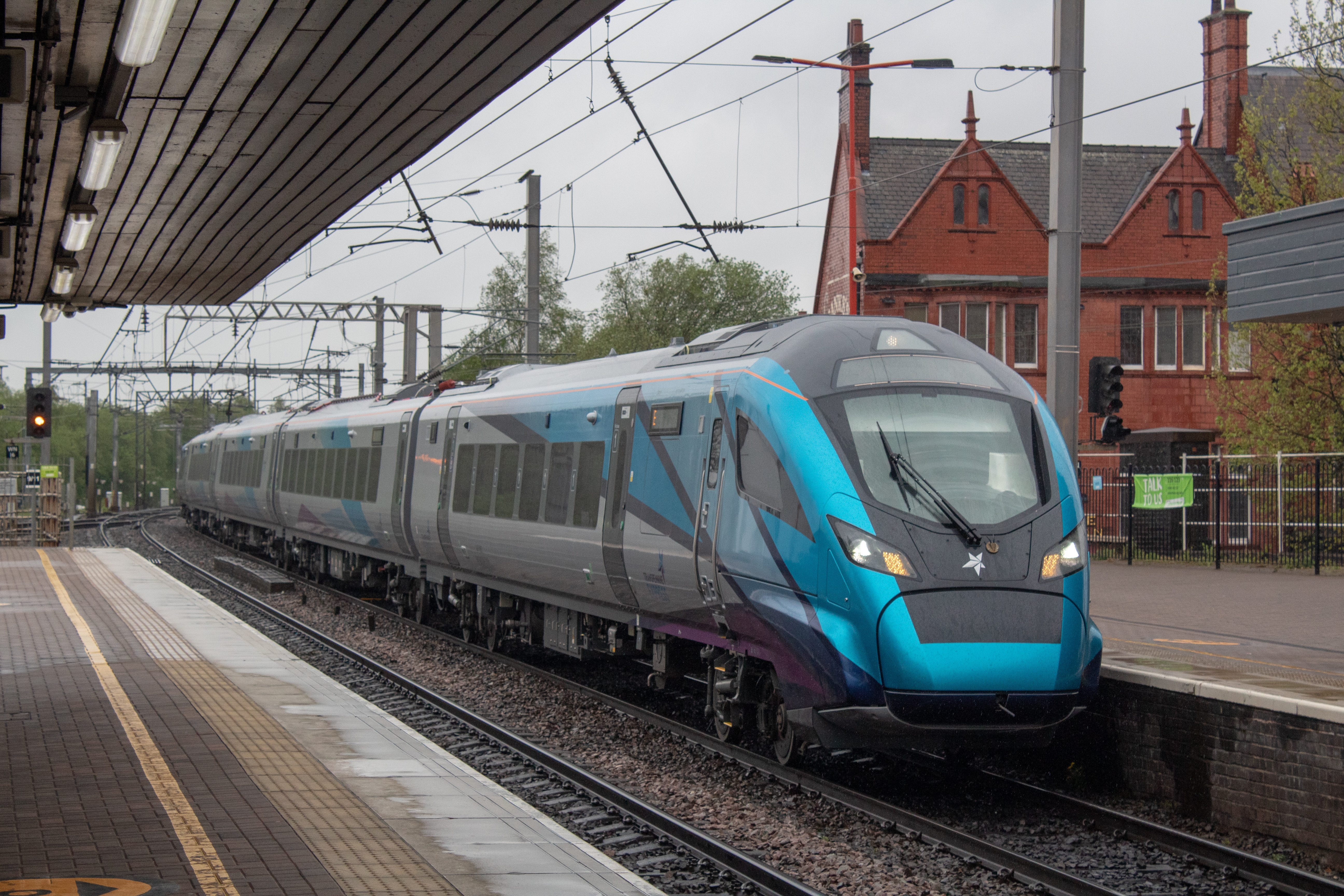
Snabbtåg av modell CAF Civity under varumärket Transpennine Express i Storbritannien.

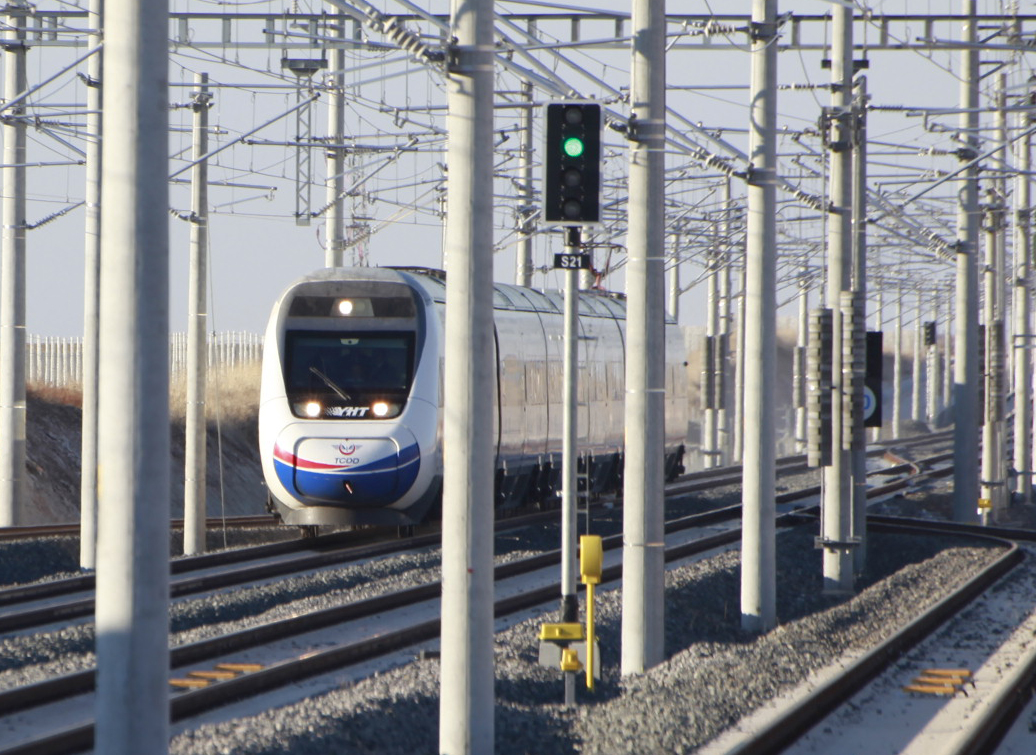
Höghastighetståg av modell CAF Cepia i turkiska Ankara-Konya linjen.

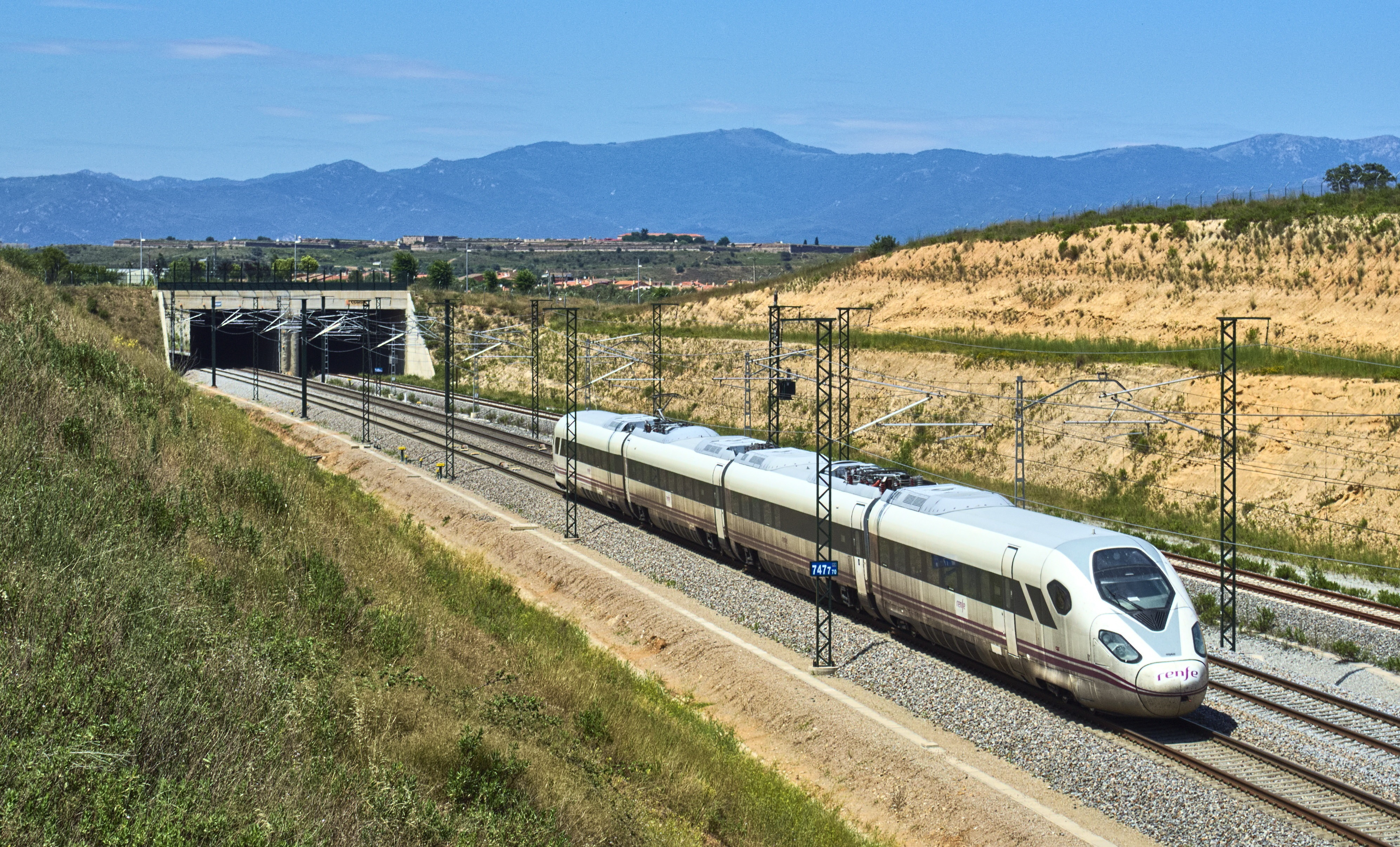
Höghastighetståg av modell CAF Oaris.

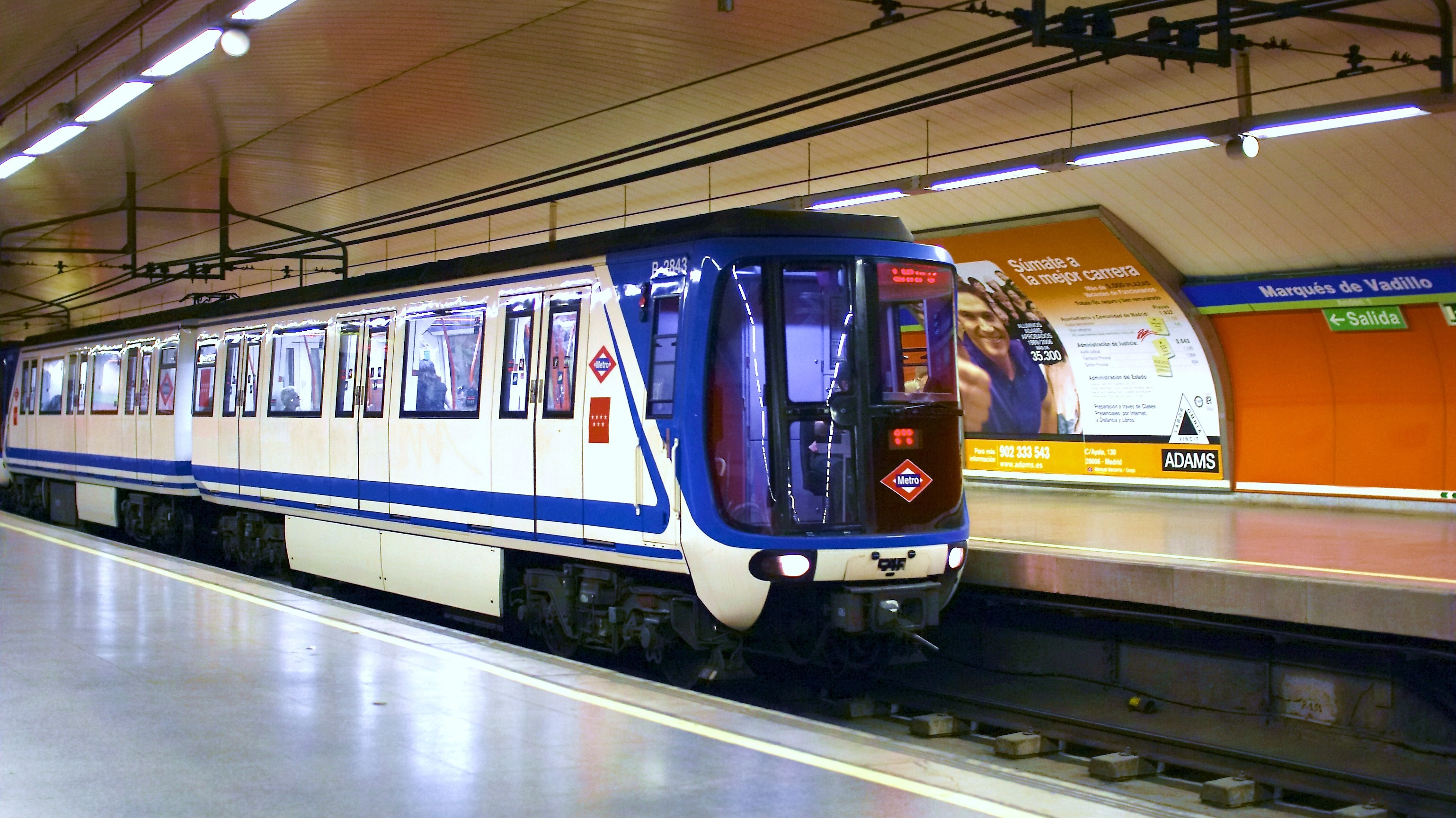
Tunnelbanetåg i serien 2000 på Marqués de Vadillo-station i Madrids tunnelbana

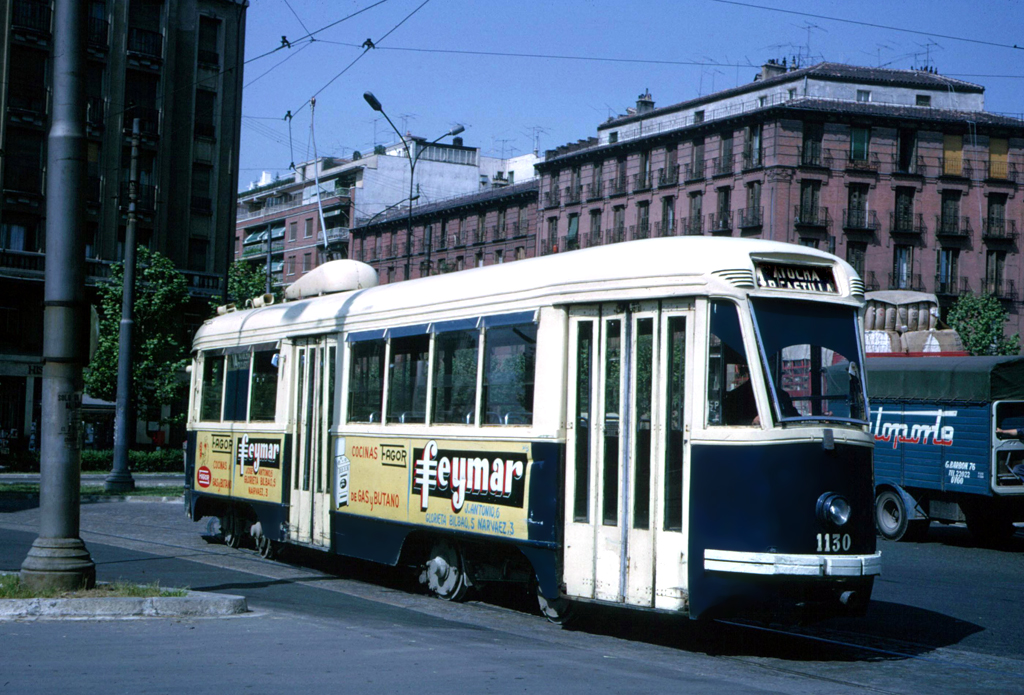
PCC-spårvagn byggd av Material Móvil y Construcciones 1969, nära Atocha-stationen i Madrid

Construcciones y Auxiliar de Ferrocarriles (CAF) är ett spanskt företag som tillverkar lok, tunnelbanevagnar, spårvagnar, pendeltåg, fjärrtåg, snabbtåg och höghastighetståg. Huvudkontoret ligger i Beasain i Baskien. Bland företagets kunder i Europa finns tunnelbanorna i Bryssel, Madrid, Mexico City, Caracas, Amsterdam, Helsingfors och Rom. Andra kunder är pendeltågen i São Paulo, Hong-Kong, Madrid, Barcelona och Mexico City, samt Lissabons, Jerusalems, Tallinns, Budapests, Debrecens, Oslos och Stockholms spårvägar bland många fler. Företaget säljer också till USA och Indien.
När det gäller snabbtåg/höghastighetståg står företaget bakom modellerna Cepia och Oaris. Modellen Cepia finns i spanska och turkiska höghastighetslinjer. Oaris är främst tänkt för spanska AVE-systemet och har även levererats till norska Flytoget.
År 1917 grundades Compañía Auxiliar de Ferrocarriles (CAF), som är det ursprungliga namnet på företaget. Bytet till det nuvarande namnet skedde 1971, efter en fusion med Material Móvil y Construcciones (MMC), ett 1954 köpt dotterbolag.

## Sverige

### Fordonsleveranser
År 2010 köpte Storstockholms lokaltrafik 121 spårvagnar av modell Urbos AXL, inklusive optioner, från CAF. De första vagnarna levererades våren 2013 och gavs beteckningen A35.
I maj 2014 skrev länstrafikbolagens tåginköpsbolag Transitio nya ramavtal med tre tågtillverkare, varav en var CAF.
I maj 2018 beslutade Skånetrafiken att köpa in sju spårvagnar från CAF av typ Urbos 100 för Lunds spårväg för leverans 2020. Den 29 juli 2020 ankom den första vagnen, Åsa-Hanna, till Lund. 
I mars 2020 la Transitio inom existerande ramavtal en beställning på 30 nya regionaltåg av modell CAF Civity för Krösatågen i Småland och Blekinge för leverans från 2022, men leveransen av nya motorvagnar till länstrafikbolagen i Småland och Blekinge försenades i drygt ett år, då upphandlingen överklagades och förvaltningsrätten i Stockholm ansåg att upphandlingen skulle göras om. Den nya upphandlingen gav samma resultat som den första och CAF som får leverera nya fordon till trafiken med Krösatågen. Motorvagnarna blir av modell CAF Civity Nordic version och börjar levereras 2024. Det nya avtalet omfattar 20 fordon som är elektriskt drivna (EMU) och 8 bimodala (BMU), med dieselmotorer, som både skall kunna drivas elektriskt och kunna köras på fossilfritt bränsle på de sträckor som ännu inte är elektrifierade. De båda motorvagnstyperna kommer att få littera ER3 respektive BIR1 och får en topphastighet på 200 km/h vid elektrisk drift, men de bimodala får en topphastighet på 140 km/h vid förbränningsmotordrift. Avtalet innehåller också en option på att i framtiden kunna köpa ytterligare 19 elektriska och 7 bimodala fordon. SJ har också köpt motorvagnar av samma typ som Krösatågen, men med fem vagnar som rymmer ungefär 330 sittplatser, största tillåtna hastighet 200 km/h och kommer att sakna både bistro och kiosk. Motorvagnarna är planerade att trafikera regionaltågslinjerna Stockholm-Västerås-Örebro-Skövde-Göteborg, Stockholm-Uppsala, Linköping-Norrköping-Stockholm-Arlanda-Uppsala-Gävle-Ljusdal samt Kalmar-Göteborg där de kommer att ersätta dagens loktåg.
Avtalet omfattar 25 motorvagnar för tre miljarder , (120 miljoner per motorvagn) och de första kommer att levereras 2026.

### Euromaint
CAF köpte under 2019 det svenska företaget Euromaint vars verksamhet är underhåll inom spårtrafikbranschen.